# 7387 Malbil
7387 Malbil eller 1982 BS1 är en asteroid i huvudbältet som upptäcktes den 30 januari 1982 av den amerikanske astronomen Edward L.G. Bowell vid Anderson Mesa Station. Den är uppkallad efter amerikanske pianisten Malcolm Bilson.